# Elisa-Honorine Champin
Élise Honorine Pitet dite Élisa Champin, née à Paris vers 1807 et morte le 2 septembre 1871 à Sceaux, est une aquarelliste et lithographe française spécialisée dans la peinture de fleurs, de fruits et de légumes.

## Biographie
Née à Paris, Élise Honorine Pitet est la fille d'Auguste Toussaint Pitet et de Marie Adélaïde Victoire Dechevrières,. Son oncle maternel, Honoré Camille Léonore Dechevrières, chef de bataillon d'infanterie légère, est officier de la Légion d'honneur.
Elle est élève à l'École royale spéciale et gratuite de dessin pour les jeunes personnes (ancêtre de l'École nationale supérieure des arts décoratifs), et y remporte des prix pour ses représentations de fleurs en 1819, 1820 et 1823. Elle est également l'élève d'Adèle Riché.
Elle expose au Salon en tant que « Mlle Pitet », de 1833 à 1836. Après avoir épousé le peintre français Jean-Jacques Champin (1796-1860) en 1837, elle expose régulièrement sous le nom d'« Élisa Champin », jusqu'en 1848.
Elle réalise notamment une série de planches pour l'Album Vilmorin édité entre 1851-1861 par l'entreprise de semences Vilmorin-Andrieux.

## Galerie

Exemple de travaux signés
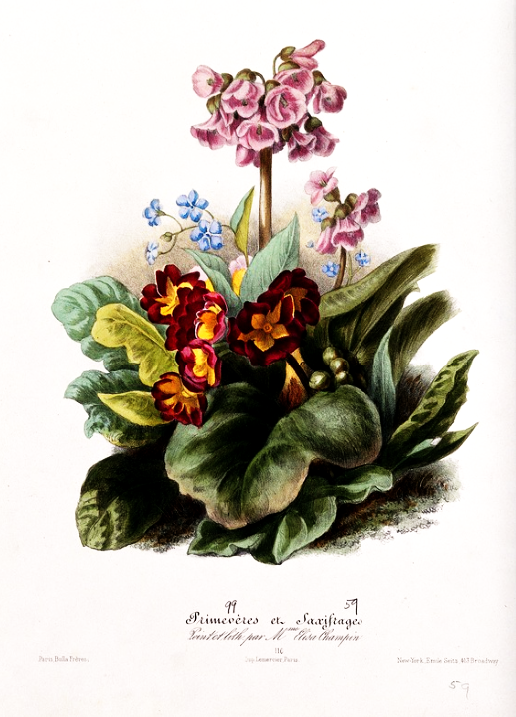
Espèces de primevère et de saxifraga.
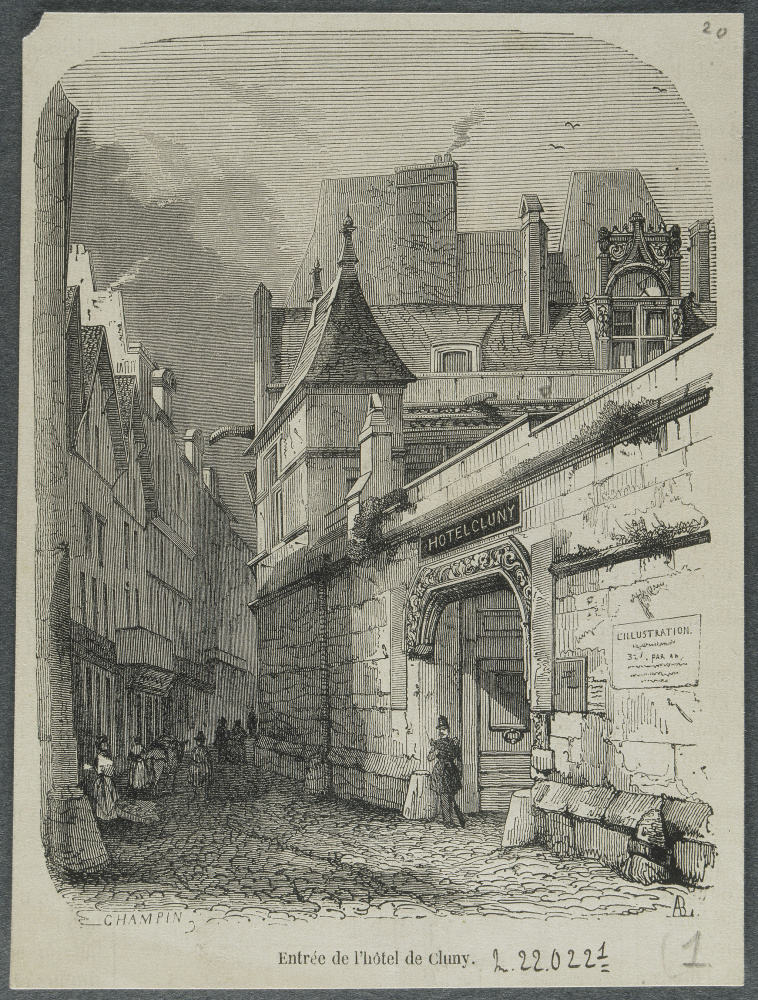
Entrée de l'hôtel de Cluny.
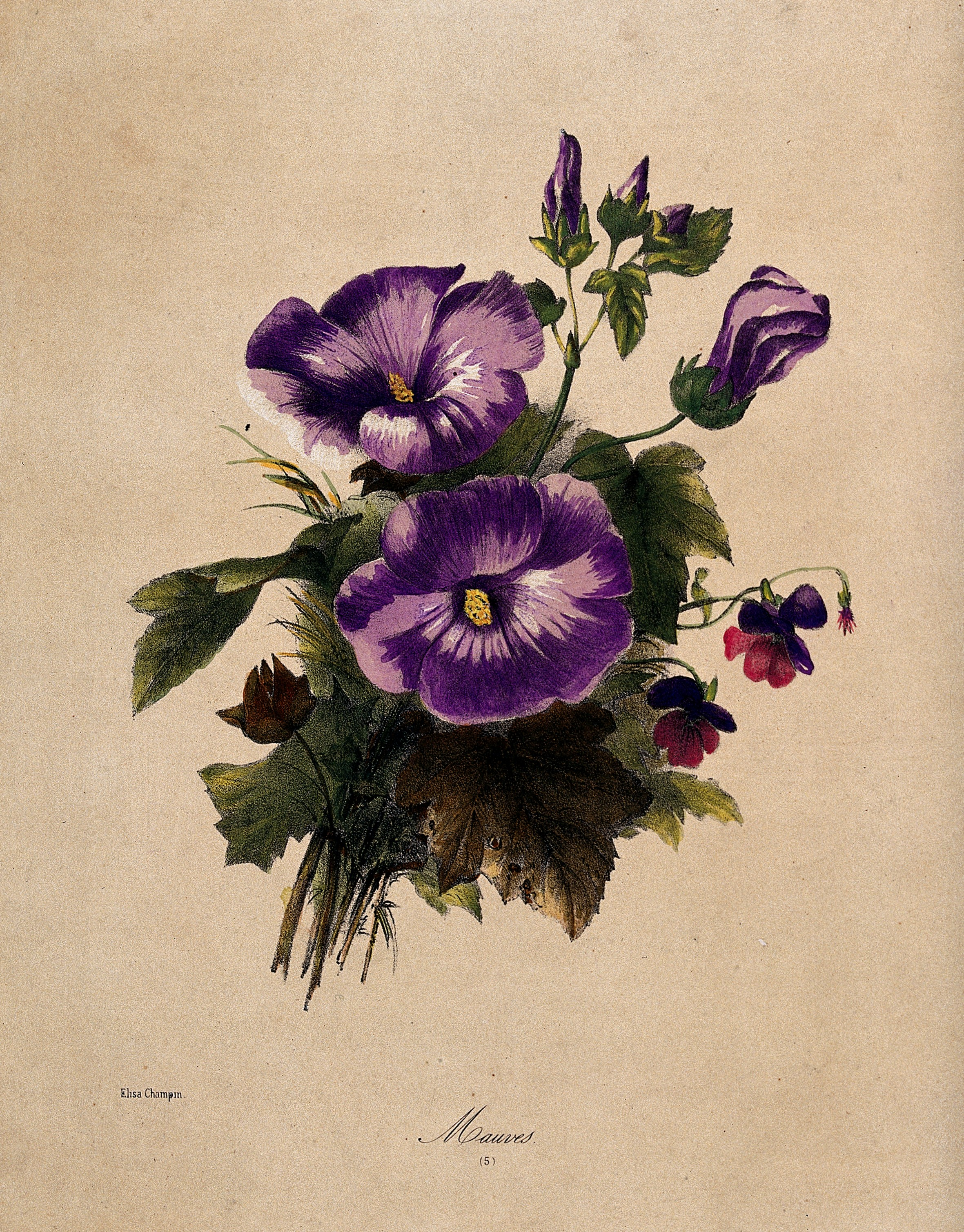
Lithographie originale (1850), fonds Wellcome